# خربة وادي الحمام
خربة وادي الحمام (خربة الورود) هي موقع أثري في الجليل الأسفل، على بعد حوالي 2 كم غربي بحيرة طبريا، بالقرب من قرية وادي الحمام. يقع الموقع على منحدر شديد الانحدار عند سفح منحدرات جبل ظهر السور، بالقرب من مجرى وادي الحمام الذي يحيط به من الشرق والجنوب. ومجرى وادي ابو خلف من الشمال. تقدر مساحة الموقع بحوالي 30-40 دونمًا وكانت من أكبر القرى في الجليل الشرقي في الفترة الرومانية.

## الموقع
لم يحافظ على الاسم الأصلي للموقع. ويفترض الباحثون أن هذا قد يكون موقع مستوطنة برج الألوان التي ورد ذكرها في أدب الحكماء كمستوطنة ذات أهمية كبيرة في فترة الهيكل الثاني في منطقة طبريا. وفي سفر التكوين رابا، الفقرة 34، الفقرة 4، يُنسب مصدر أشجار السنط لبناء المسكن إلى برج الالوان. في التلمود القدسي، رسالة التعنيت، الفصل 4، هالاخاه 5، ورد أن برج الالوان دمر أثناء ثورة بار كوخبا "بسبب الدعارة". كشفت الحفريات في الموقع عن وجود طبقة ضخمة من الدمار من هذه الفترة.

## تاريخ البحث
أجري أول مسح أثري في الموقع في نهاية القرن التاسع عشر من قبل صندوق الاستكشاف البريطاني لفلسطين كجزء من مسح غرب فلسطين. أطلق المساحون خطأً على الموقع اسم "فيريدات" نسبةً إلى إحدى الخراب القريبة، ومن هنا جاء الاسم العبري للموقع - "خربة الورد". وذكروا في تقريرهم أن هناك أمواجاً من الحجارة في الموقع. وقد زار جوزيف بريسلي، وهو باحث في أرض فلسطين ومرشد سياحي، الموقع في عام 1925، وأشار إلى أن التفاصيل المعمارية التي رآها ربما كانت تنتمي إلى كنيس يهودي من النوع الجليلي. وأجريت مسوحات إضافية في الموقع ضمن "مسح الجليل الشرقي" الذي جرى بين عامي 1999 و2004. وفي مسح الاكتشافات، جمعت أجزاء من الأواني الفخارية من السطح ومن حفر الاختبار الضحلة التي حفرت في الموقع. يعود تاريخ شظايا الفخار إلى الفترة من أواخر العصر الهلنستي إلى أواخر العصر الروماني، حتى نهاية القرن الرابع الميلادي. ولم يعثر على أي آثار من فترة لاحقة.
في عام 2007 بدأت الحفريات الأثرية المنظمة في الموقع من قبل "معهد الآثار في الجامعة العبرية في القدس"، والتي استمرت حتى عام 2012. وكانت أهداف البحث: حفر الكنيس الذي من شأنه أن يساعد في تأريخ المعابد اليهودية من النوع الجليلي. - حفريات في المناطق السكنية والأماكن العامة والمرافق، مما سيساعد على فهم طبيعة الحياة القروية في المنطقة خلال الفترة الرومانية، وعملية هجر القرى خلال الفترة البيزنطية.

## الطبقات الأثرية في الموقع
وجدت أربع طبقات أثرية في الموقع:
• الطبقة الرابعة - في هذه الطبقة الدنيا، تعرف على مئات من أدوات الفخار والصوان من العصر الحجري النحاسي والعصر البرونزي المبكر. لم يكشف عن أي بنية معمارية في هذه الطبقة، وجاءت الاكتشافات بشكل رئيسي من الحشوات الموجودة أسفل الطبقات اللاحقة. ويقدر الباحثون أن هذا الكم من الاكتشافات يشير إلى وجود استيطان دائم في الموقع خلال هذه الفترات.
• الطبقة الثالثة – فوق الطبقة الرابعة، يعود تاريخها إلى القرن الأول قبل الميلاد حتى القرن الثاني الميلادي. عثر بين الحفريات على مباني سكنية وجزء من مبنى عام.
• الطبقة الثانية - يعود تاريخ الآثار الموجودة في هذه الطبقة إلى القرنين الثالث والرابع الميلادي. أهم ما عثر عليه من هذه الفترة هو كنيس يهودي كبير. بالإضافة إلى ذلك، حفرت المباني السكنية، ومعاصر الزيوت، والمنشآت، والأزقة.
الطبقة الأولى – هي السطح. تتكون هذه الآثار في معظمها من عملات معدنية وبعض قطع الفخار التي وجدت على السطح من العصور البيزنطية والصليبية والأموية والمملوكية والعثمانية، وليس لها أي صلة بالمباني. ويقدر الباحثون أن هذه هي بقايا المارة.

## الأكتشافات في الموقع
بحسب النتائج التي عثر عليها في الطبقتين الثانية والثالثة، فإن الاستيطان في الموقع بدأ في العصر الحشموني. وأظهرت المسوحات الأثرية التي أجريت في منطقة الجليل الشرقي زيادة في الاستيطان في المنطقة خلال هذه الفترة. ويربط الباحثون هذا الأمر بتوسع مملكة الحشمونيون نحو الجليل. وصلت المستوطنة إلى ذروة ازدهارها في القرن الأول الميلادي. وفي هذا القرن، بني مبنى عام كبير في وسط الموقع، ويتوقع الباحثون أنه كان عبارة عن كنيس يهودي. تميزت بأعمدة على الطراز الدوري، وجدران مطلية، وغرف بها مقاعد. وفي هذا القرن نفذت أعمال البنية التحتية، وبنيت الجدران الاستنادية والتراسات لبناء المنازل السكنية.دمرت الطبقة الثالثة بعنف في عهد الإمبراطور هادريان، وربما كان ذلك مرتبطًا بثورة بار كوخبا التي وقعت بين عامي 132 و135 ميلادي.
بعد الدمار، تخلي عن الموقع أو استنزف بشكل كبير. وبدأ الاستيطان في الموقع في أواخر القرن الثاني أو أوائل القرن الثالث. عثر على آثار من هذه الفترة في الطبقة الثانية. في منتصف القرن الثالث، بني كنيس كبير من النوع الجليلي في وسط المستوطنة. وتشمل المكتشفات مقاعد، ومجموعة من الأعمدة، وواجهة مبنى مصنوع من الحجر الجيري. وفي الثلث الأخير من القرن الثالث الميلادي انهار الجزء الشرقي من المبنى. رمم الكنيس وإضيف له أرضية من الفسيفساء إليه. دُمر مبنى الكنيس مرة أخرى، بحسب فرضية الباحثين، في زلزال عام 363. وفي نهاية القرن الرابع، هجرت الكنيس.
يعد موقع وادي الحمام واحدًا من عدد من المواقع التي حدد في مسح الجليل الشرقي والتي تخلى عنها خلال القرن الرابع الميلادي. إن النتائج التي عثر عليها في الموقع لا تشير إلى هجران مفاجئ، بل إلى عملية هجران تدريجية. وتعود أحدث الاكتشافات إلى منتصف القرن الرابع، وتضمنت الفخار والعملات المعدنية. وتبين أن العديد من المباني كانت فارغة تقريبًا. ولم يستورد الفخار من قبرص إلا في مناطق الحفريات المحيطة بالكنيس، فضلاً عن اكتشافات صغيرة أخرى يعود تاريخها إلى أواخر القرن الرابع وأوائل القرن الخامس، عندما انتهى الاستيطان.

### الكنيس
نقب عن الكنيس في الطبقة الثانية، التي يعود تاريخها إلى القرنين الثالث والرابع الميلادي. كان يقع في وسط القرية وبني حيث كان يوجد مبنى عام كبير في الطبقة التي تقع أسفله. ويعتقد الباحثون أن اختيار الموقع جاء بسبب الشرفة الواسعة التي كانت موجودة هناك وحقيقة وجود مبنى عام كبير هناك سابقًا، والذي ربما كان يستخدم أيضًا كنيسًا يهوديًا، وهناك استمرارية في تقليد استخدام الموقع. بني الكنيس باتجاه الجنوب الشرقي، وكان محاطًا من الشمال والجنوب بأزقة تفصله عن المباني السكنية والمرافق الزراعية. بني الكنيس والمباني المحيطة به في شبكة من الفواصل الزمنية التي تبلغ ساعتين ونصف، مما يدل على التخطيط المبكر. كانت المباني قبل هذه الطبقة مملوءة بالحجارة والأوساخ لتشكيل الأساس للهياكل التي بنيت ويظهر البناء أنه كان منظمة مجتمعية.
كانت العناصر المعمارية الحجرية المنحوتة التي وجدت في الموقع ذات مستوى نحت ممتاز. وقد عثر على أباريز وتيجان على الطراز الدوري، وعمود، وحجر مزخرف بنقش نسر. بالإضافة إلى ذلك، كانت هناك العديد من الحجارة الجيرية الكبيرة المنتشرة في جميع أنحاء المنطقة. بالإضافة إلى ذلك، عثر على عناصر معمارية مصنوعة من البازلت في بداية الحفريات، مما دفع الباحثين إلى الاستنتاج بأن الكنيس لم يكن مبنى لفترة زمنية واحدة.
وفي المرحلة الثانية من الكنيس عثر على أرضية من الفسيفساء ومجموعة من المقاعد المصنوعة من البازلت. وفي هذه المرحلة، استخدمت العناصر المعمارية من المرحلة الأولى بطريقة ثانوية. وقد نجا ثلاثون قطعة من الأرضية الفسيفسائية، مما سمح بإعادة بناء مظهر الأرضية. وفي وسط القاعة نجا نقش عبري/آرامي، بالإضافة إلى بقايا دوائر. افترض الباحثون أنه ربما كان جزءًا من دائرة الأبراج. بالإضافة إلى ذلك، نجت ثلاثة أجزاء من أوصاف مشاهد من الكتاب المقدس: قصة انشقاق البحر الأحمر، وضرب شمشون للفلسطينيين بخد حمار. مشهد بناء، ربما بناء المعبد أو برج بابل. عثر على مقطع آخر قد يكون أيضًا من الكتاب المقدس، لكن البقايا قليلة جدًا بحيث لا تسمح بالتعرف على المشهد.
حفرت ستة حفر اختبار تحت الأرضية الفسيفسائية. وقد أتاحت الاكتشافات التي وصل إليها من هذه الحفر تحديد تاريخ هذه المرحلة. وقد عثر في الحفر على أكثر من 500 قطعة فخارية، مما سمح بتحديد تاريخها، بالإضافة إلى 17 عملة معدنية.

## الصور

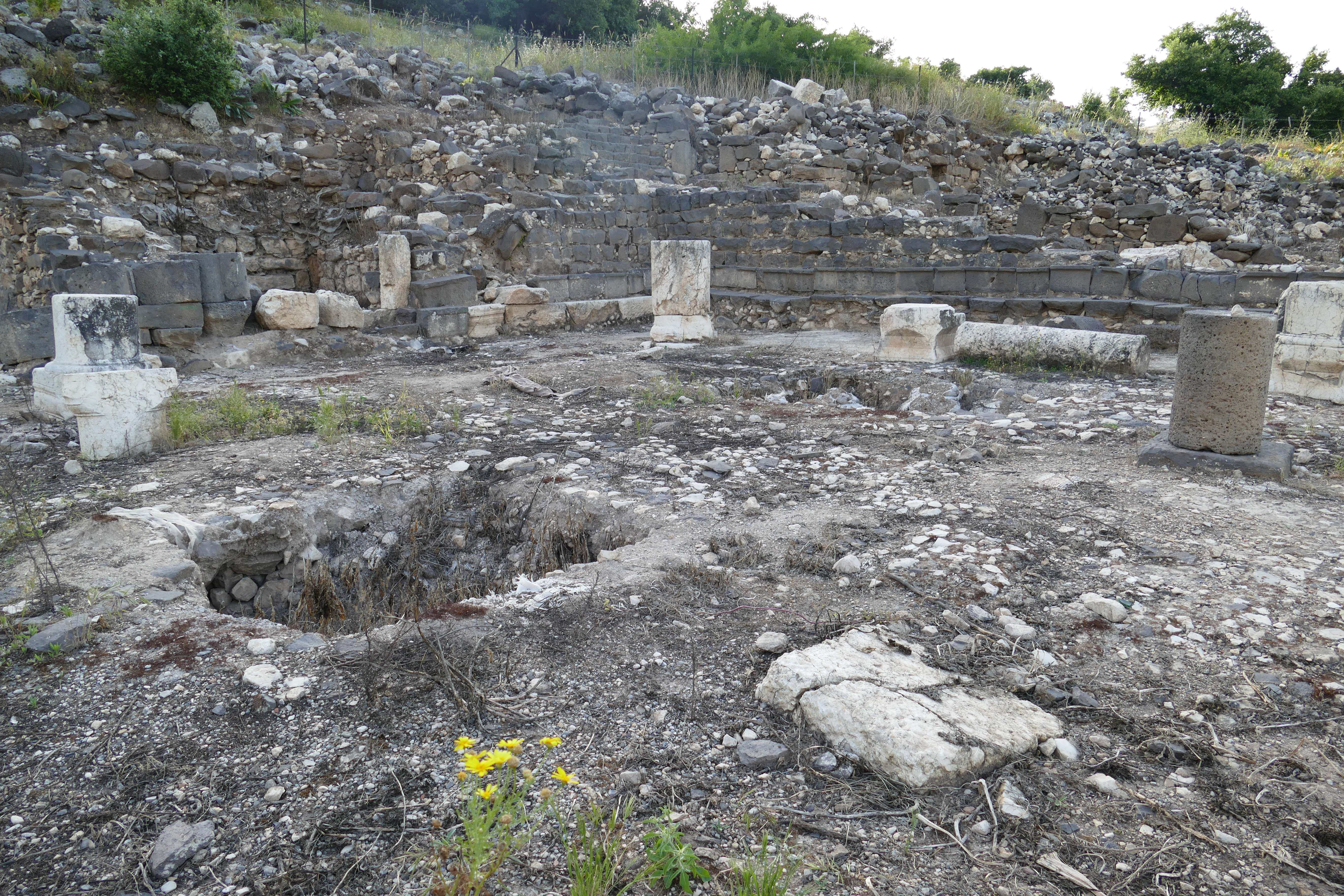
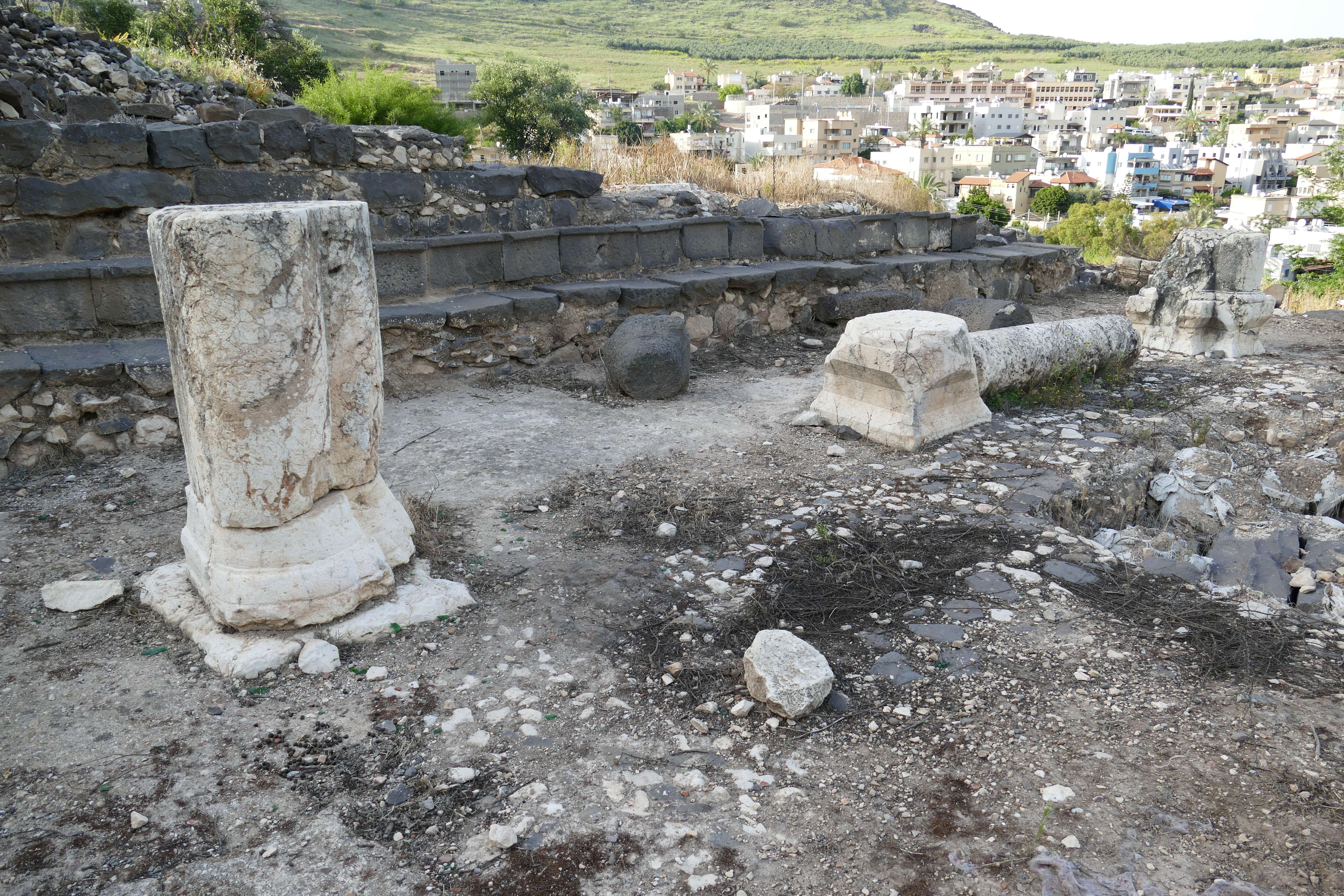
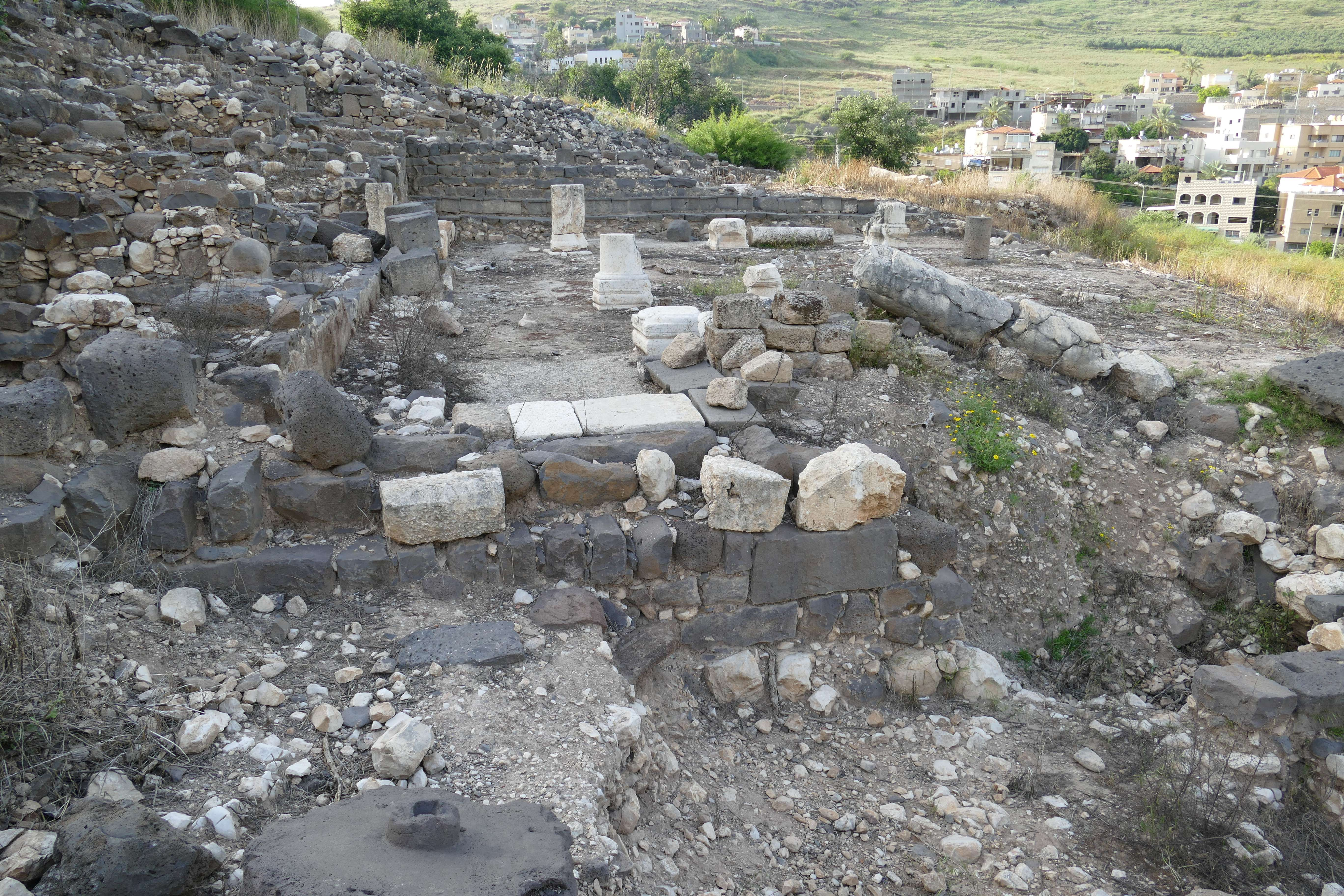
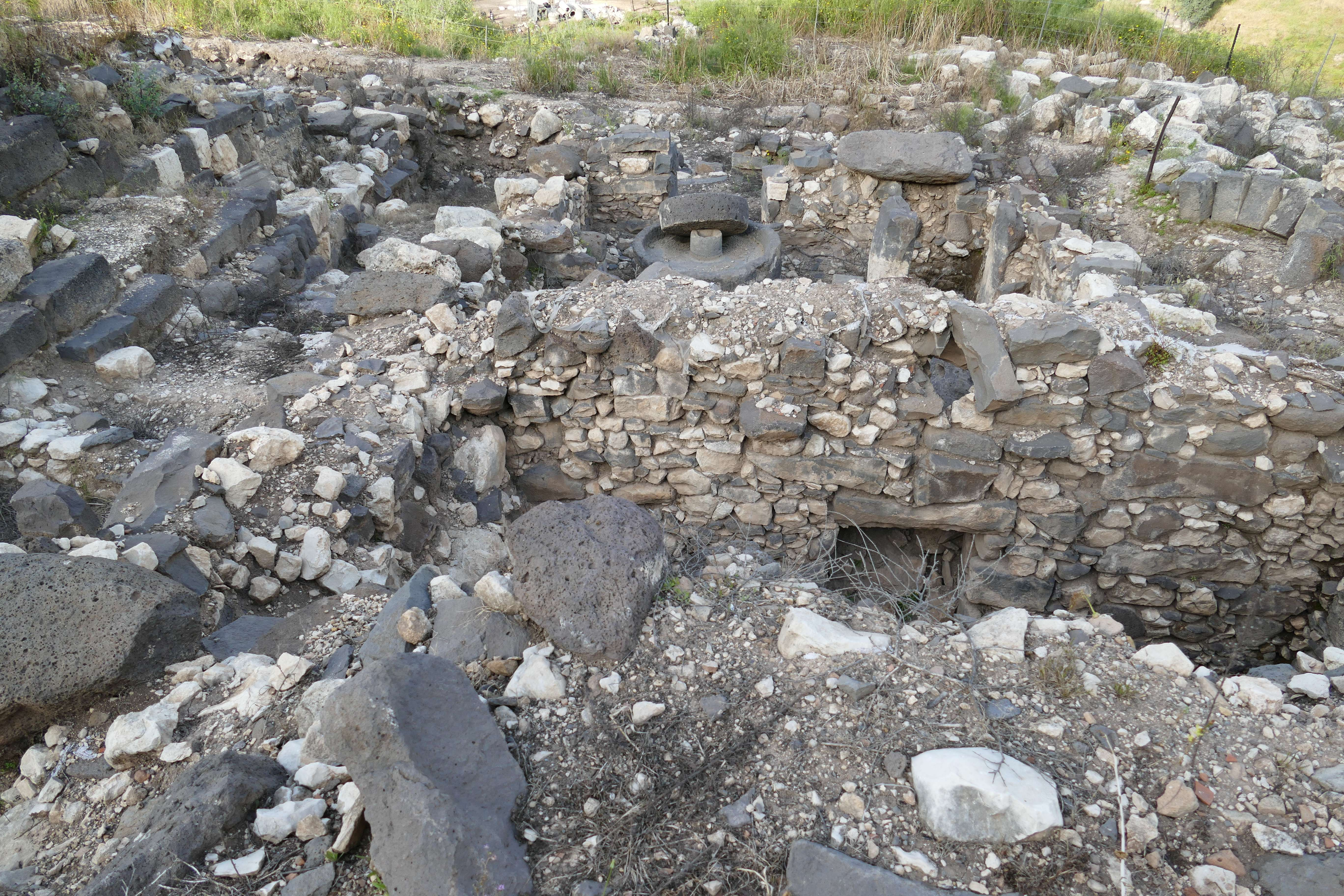
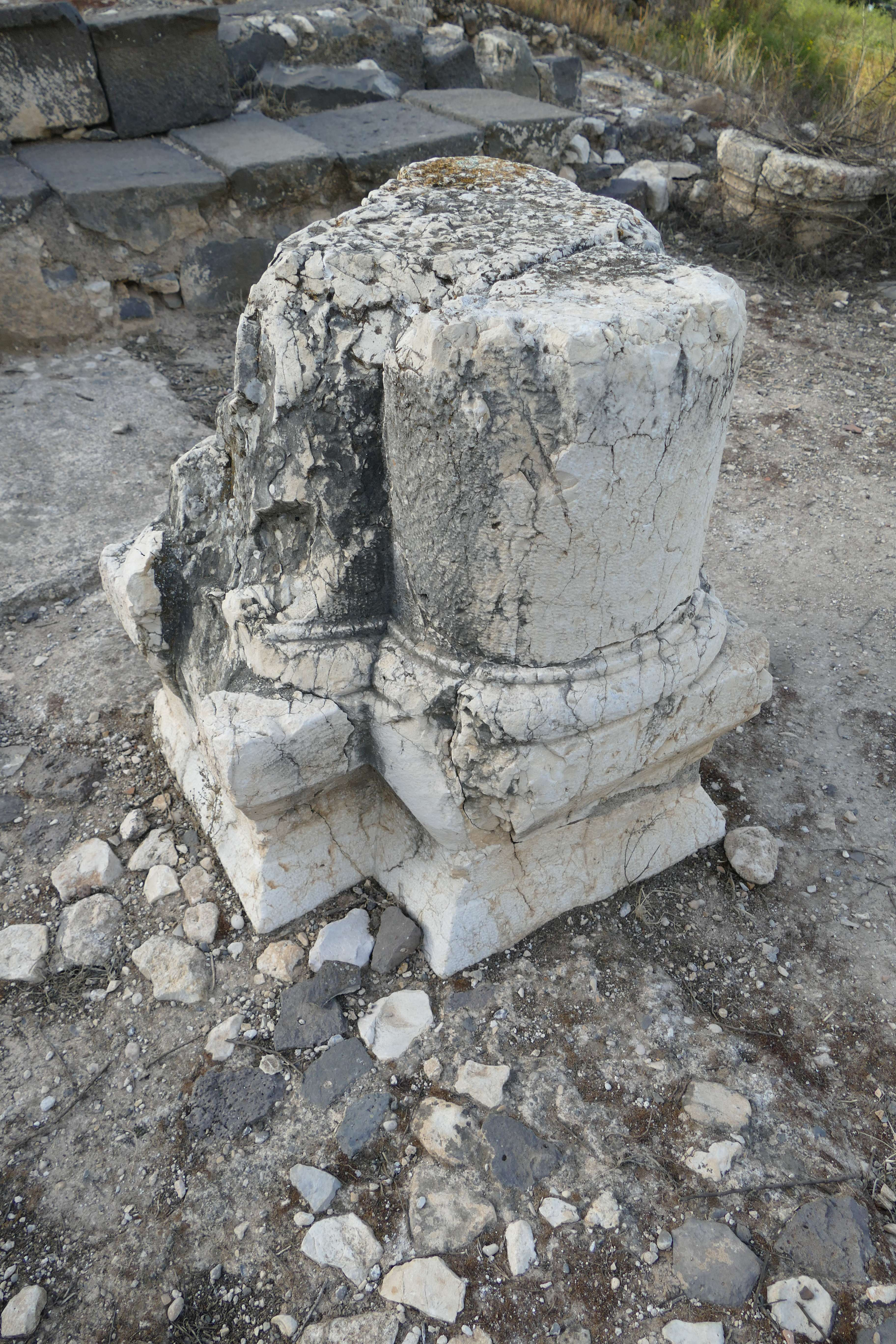
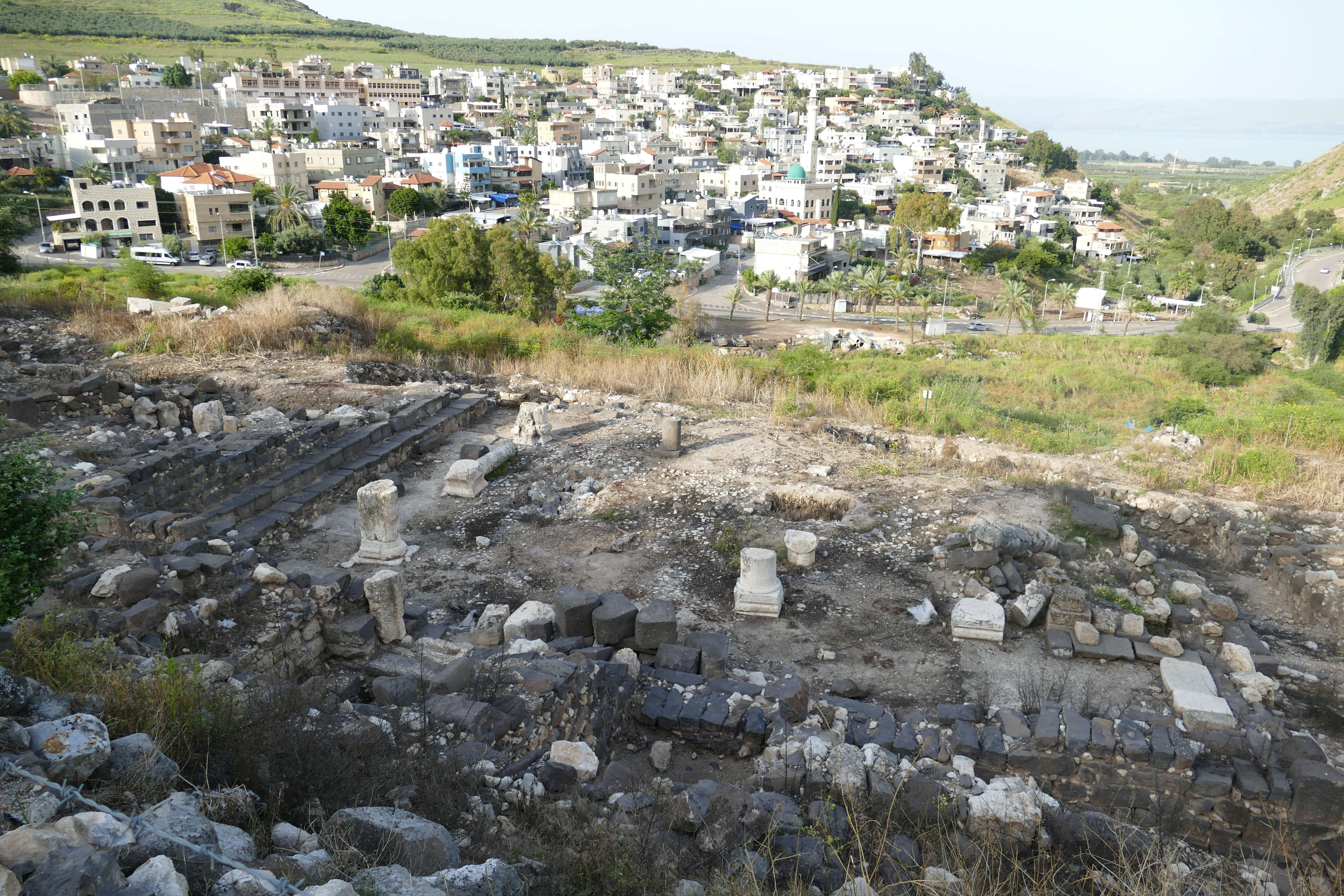